# Maestro
Maestro — багатонаціональний сервіс дебетових карток компанії MasterCard, заснований у 1991. Картки Maestro видаються банками, пов'язаними з платіжною системою, і можуть бути прив'язані до поточного рахунку власника картки, а також можуть бути передплаченими картками. 

## Поширення
В межах Євросоюзу і в певних країнах за його межами Maestro є основним брендом дебетової картки MasterCard та еквівалентом підпису дебетової картки, яка не вимагає електронну авторизацію, подібно картці Visa Debit. У більшості інших країн Maestro еквівалентна Visa Electron та третинним карткам MasterCard. Це вимагає електронної авторизації, подібно дебетовій картці Solo, тобто крім зчитування інформації, що зберігається в будь-якому чипі або на магнітній смузі, вона повинна бути відправлена продавцем в банк-емітент, а той, у свою чергу, повинен дати схвалення авторизації. Якщо інформація не читається, то банк-емітент відхилить транзакцію незалежно від доступної суми на прив'язаному до картки рахунку. У цьому відмінність від інших дебетових та кредитних карток, в яких інформація може бути введена вручну в терміналі, наприклад, введенням від 13 до 19 цифр номера картки та терміну її дії та подальше схвалення емітентом або процесором. 
Картки Maestro приймаються в касових вузлах приблизно 12 мільйонів торгових точок.

## Використання та доступність
В Україні Maestro доступний у десятках банках, серед яких "Приватбанк", "Ощадбанк", ВТБ, РАДИКАЛ БАНК, тощо. Власники цих карток мають можливість отримувати бонуси у партнерській мережі, скажімо, в ресторанах або магазинах.
У Німеччині та Австрії картки Maestro замінили платіжну систему Eurocheque. Австрійські картки Maestro практично завжди - чисті віртуальні картки. Однак німецькі картки Maestro в більшості випадків є кобрендові з логотипом German Electronic Cash/Girocard. Ці кобрендові діють також як звичайні картки Maestro в мережах Maestro і Girocard, але не можуть бути прийняті як картки Maestro до оплати телефоном або через інтернет. 
У Бельгії картки Maestro кобрендові з бельгійським BanContact Mister Cash. 
У Великій Британії колишні дебетові картки системи Switch змінили бренд на Maestro. Однак, незважаючи на картковий ребрендинг, сама система все ще залишалася Switch і її картки принципово були своїми. У 2011 MasterCard призначила UK Domestic Maestro (колишню Switch) стандартним міжнародним підприємством Maestro, покінчивши зі статусом окремої карткової схеми. Ця зміна також викликала припинення обслуговування карток Solo. У січні 2009 британські банки First Direct і HSBC припинили використання карток Maestro, випускаючи новим клієнтам картки Visa Debit і протягом 2009 поступово впроваджуючи її для колишніх клієнтів. У вересні того ж року британський підрозділ National Australia Bank, будучи банком Клайдсдейл та Yorkshire Bank, почало процес заміни карток Maestro на Debit MasterCard за поточними рахунками клієнтів, за винятком рахунків Readycash та студентських, за якими продовжували використовуватися картки Maestro. Крім цього, група королівського банку Шотландії (найбільший в Європі емітент дебетових карток, що включає в себе бренди банків National Westminster Bank, Coutts і банк Ольстера) перейшов з Maestro на Visa Debit, цей процес зайняв два роки до завершення переходу. Фактично це означає, що практично ніякі британські банки не будуть випускати картки Maestro, за винятком Північної Ірландії. 
У Росії широко поширені дебетові та кредитні картки Maestro Momentum, які можуть використовуватися для оплати лише в Росії.